# Slovenija ima talent (2. sezona)
Druga sezona oddaje Slovenija ima talent se je pričela 20. marca 2011 in se končala 19. junija 2011. Predvajala se je vsako nedeljo v terminu ob 20.00.

## Voditelja
Voditelja sta bila tako kot v prvi sezoni.
- Vid Valič
- Peter Poles

## Žirija
Drugo sezono so žirijo sestavljali isti trije člani kot prvo sezono.
| Žirant           | Opis                                                                           |
| ---------------- | ------------------------------------------------------------------------------ |
| Brane Kastelic   | dolgoletni dopisnik POP TV iz Londona, pisatelj, kolumnist, poznavalec estrade |
| Lucienne Lončina | pianistka in vokalistka                                                        |
| Branko Čakarmiš  | programski direktor Pro Plus, poznavalec medijskega sveta                      |

## Predizbori
Na avdicijah se tekmovalci predstavijo žiriji, ki jih oceni z DA ali NE. Če tekmovalec dobi vsaj dvakrat DA gre v naslednji krog. Če NE pa tekmovalce konča s šovom.
V naslednjem krogu žirija v 6 avdicijski oddaji izbere 50 polfinalistov.
| #   | Datum      | Mesto          | Lokacija                      |
| --- | ---------- | -------------- | ----------------------------- |
| 1.  | 15. januar | Celje          | Tehnopolis                    |
| 2.  | 16. januar | Portorož       | Avditorij Portorož            |
| 3.  | 18. januar | Slovenj Gradec | Plesna šola Devžej            |
| 4.  | 20. januar | Murska Sobota  | Hotel Diana                   |
| 5.  | 22. januar | Kranj          | Plesna šola Urška             |
| 6.  | 23. januar | Maribor        | Hotel Habakuk                 |
| 7.  | 25. januar | Nova Gorica    | Casino in hotel Perla         |
| 8.  | 26. januar | Novo mesto     | Kulturni center Janeza Trdine |
| 9.  | 23. januar | Jesenice       | Gledališče Toneta Čufarja     |
| 10. | 29. januar | Ljubljana      | Austria Trend hotel           |
| 11. | 30. januar | Ljubljana      | Austria Trend hotel           |

## Nadaljevanje
| #   | Oddaja                      | Lokacija          | Na sporedu | Zmagovalci                                                                                                  |
| --- | --------------------------- | ----------------- | ---------- | --- |
| 1.  | 1. avdicija                 | Ljubljanska Drama | 20. marec  | Vsi tisti, ki jim je žirija rekla vsaj dvakrat DA.                                                          |
| 2.  | 2. avdicija                 | Ljubljanska Drama | 27. marec  | Vsi tisti, ki jim je žirija rekla vsaj dvakrat DA.                                                          |
| 3.  | 3. avdicija                 | Ljubljanska Drama | 3. april   | Vsi tisti, ki jim je žirija rekla vsaj dvakrat DA.                                                          |
| 4.  | 4. avdicija                 | Ljubljanska Drama | 10. april  | Vsi tisti, ki jim je žirija rekla vsaj dvakrat DA.                                                          |
| 5.  | 5. avdicija                 | Ljubljanska Drama | 17. april  | Vsi tisti, ki jim je žirija rekla vsaj dvakrat DA.                                                          |
| 6.  | 6. avdicija                 | Ljubljanska Drama | 24. april  | Vsi tisti, ki jim je žirija rekla vsaj dvakrat DA.                                                          |
| 7.  | Kdo si zasluži v polfinale? | Ljubljanska Drama | 1. maj     | 50 polfinalistov                                                                                            |
| 8.  | 1. polfinale                | Studio POP TV     | 15. maj    | Jerica Haber (petje) The Artifex (ples) 3. mesto Samir Kobler (petje)                                       |
| 9.  | 2. polfinale                | Studio POP TV     | 22. maj    | Irena Djukić (petje) Jaka Vižintin (petje in igranje instrumenta) 3. mesto Anamarija Majcen (petje)         |
| 10. | 3. polfinale                | Studio POP TV     | 29. maj    | Žan Serčič (petje in igranje instrumenta) Ajda Ivšek (petje) 3. mesto Duo Nostalgija (petje)                |
| 11. | 4. polfinale                | Studio POP TV     | 5. junij   | Julija Kramar (petje) Ekatarina Faskhutdinova (ples ob drogu) 3. mesto Ana Fric (petje)                     |
| 12. | 5. polfinale                | Studio POP TV     | 12. junij  | Harmonikarski orkester Pustotnik (igranje instrumentov) Nika in Gašper (ples) 3. mesto Martina Šraj (petje) |
| 13. | Veliki finale               | Stožice           | 19. junij  | Julija Kramar (petje) 2. mesto Harmonikarski orkester Pustotnik (igranje instrumentov)                      |

### 1. polfinale
| #   | Tekmovalec                    | Talent                                         | Rezultat | Glasovi žirantov |
| --- | ----------------------------- | ---------------------------------------------- | -------- | ---------------- |
| 1.  | Adam Velić                    | petje in rapanje (avtorska You Are My Star)    | 4.–10.   |                  |
| 2.  | Kristina in Urban             | ples (samba)                                   | 4.–10.   |                  |
| 3.  | Karmen in Sebastian (Zinrajh) | petje (Fire od Pointer Sisters)                | 4.–10.   |                  |
| 4.  | Živa in Maša (Kovač)          | twirling                                       | 4.–10.   |                  |
| 5.  | Samir Kobler                  | petje (You've Lost That Lovin' Feelin')        | 2.–3.    | Lucienne         |
| 6.  | Karmen Razbornik              | igranje na harmoniko (I Have a Dream/Waterloo) | 4.–10.   |                  |
| 7.  | Tomi Mihičinac                | hoja po rokah                                  | 4.–10.   |                  |
| 8.  | Jerica Haber                  | petje (È tutto un attimo Anne Oxa)             | 1.       |                  |
| 9.  | Eightbomb                     | rockabilly bend (avtorska Wasted)              | 4.–10.   |                  |
| 10. | The Artifex                   | ples                                           | 2.–3.    | Brane, Branko    |

### 2. polfinale
| #   | Tekmovalec       | Talent                                                                          | Rezultat | Glasovi žirantov |
| --- | ---------------- | ------------------------------------------------------------------------------- | -------- | ---------------- |
| 1.  | All In           | rapanje (Čas je za spremembe)                                                   | 4.-10.   |                  |
| 2.  | Irena Djukič     | operno petje (Con te partirò (Time to Say Goodbye) Andree Bocellija)            | 1.       |                  |
| 3.  | Gregor Gorenšek  | igranje na marimbo, ksilofon in vibrafon                                        | 4.–10.   |                  |
| 4.  | Mitja Šinkovec   | petje (Kad žena zavoli)                                                         | 4.–10.   |                  |
| 5.  | SheDivaz         | kabarejsko-burleskna točka                                                      | 4.–10.   |                  |
| 6.  | Boštjan Bonin    | imitiranje (Werner – Ne gane me, Kingston – Mini bikini, Iztok Mlakar)          | 4.–10.   |                  |
| 7.  | Fešta band       | petje in igranje na inštrument (Ko to tamo pjeva/Sanjao sam moju ružicu/Golica) | 4.–10.   |                  |
| 8.  | Anamarija Majcen | petje (One Night Only od Jennifer Hudson)                                       | 2.–3.    | Branko           |
| 9.  | Jaka Vižintin    | petje in igranje na kitaro (avtorska pesem)                                     | 2.–3.    | Lucienne, Brane  |
| 10. | FlyJumper team   | akrobacije                                                                      | 4.-10.   |                  |

### 3. polfinale
| #   | Tekmovalec      | Talent                                                                | Rezultat | Glasovi žirantov        |
| --- | --------------- | --------------------------------------------------------------------- | -------- | ----------------------- |
| 1.  | A-Kamela        | petje (mash-up Just the Way You Are Bruna Marsa in Billyja Joela)     | 4.–10.   |                         |
| 2.  | Jana in Mitja   | indijski ples                                                         | 4.–10.   |                         |
| 3.  | Duo Nostalgija  | petje (Ti si moja Crnogorka/Lili/Proplakat će zora)                   | 2.–3.    |                         |
| 4.  | Ajda Ivšek      | petje (All I Could Do Is Cry)                                         | 2.–3.    | Brane, Lucienne, Branko |
| 5.  | Matej Hribernik | petje                                                                 | 4.–10.   |                         |
| 6.  | Ansambel Azalea | petje in igranje na glasbila (Proud Mary v narodno-zabavni različici) | 4.–10.   |                         |
| 7.  | Matija Puž      | petje (Hymne à l'amour)                                               | 4.–10.   |                         |
| 8.  | Gregor Stegnar  | "supermoč"                                                            | 4.–10.   |                         |
| 9.  | Fantasy         | ples                                                                  | 4.–10.   |                         |
| 10. | Žan Serčič      | petje in igranje na kitaro (Grenade)                                  | 1.       |                         |

### 4. polfinale
| #   | Tekmovalec              | Talent                                                                   | Rezultat | Glasovi žirantov |
| --- | ----------------------- | ------------------------------------------------------------------------ | -------- | ---------------- |
| 1.  | Jay Dance Studio        | ples                                                                     | 4.–10.   |                  |
| 2.  | Aljaž Pepelnjak         | igranje na kontrabas, saksofon, harmoniko, klarinet, trobento in pozavno | 4.–10.   |                  |
| 3.  | DeLight                 | petje (I Saw the Light)                                                  | 4.–10.   |                  |
| 4.  | Miha Rebernik           | petje (Fly Me to the Moon)                                               | 4.–10.   |                  |
| 5.  | Družina Ferme           | petje in igranje na harmoniko (Najraj mam našga ata/?)                   | 4.–10.   |                  |
| 6.  | Ana Fric                | petje (Ljubi ljubi ljubi)                                                | 2.–3.    | Branko           |
| 7.  | Jimmy Blackmore         | petje in igranje na kitaro (Nothin' but a Good Time)                     | 4.–10.   |                  |
| 8.  | Tanja in Maša           | muzikal (I Feel Pretty)                                                  | 4.–10.   |                  |
| 9.  | Ekaterina Faskhutdinova | ples ob drogu                                                            | 2.–3.    | Brane, Lucienne  |
| 10. | Julija Kramar           | operno petje (Libiamo ne' lieti calici)                                  | 1.       |                  |

### 5. polfinale
| #   | Tekmovalec                       | Talent                                                                  | Rezultat | Glasovi žirantov |
| --- | -------------------------------- | ----------------------------------------------------------------------- | -------- | ---------------- |
| 1.  | Dar Mar                          | rock bend (Sanjao sam moju ružicu)                                      | 4.–10.   |                  |
| 2.  | Blaž Zanjkovič                   | operno petje (arija iz La Traviate)                                     | 4.–10.   |                  |
| 3.  | Mury                             | petje (avtorska pesem Free)                                             | 4.–10.   |                  |
| 4.  | Plesna skupina Zeko              | ples                                                                    | 4.–10.   |                  |
| 5.  | Tristan                          | petje in igranje na glasbila (Stari medo − slov. različica Mr. Sandman) | 4.–10.   |                  |
| 6.  | Nika (Bolčič) in Gašper (Kunšek) | hiphop ples                                                             | 2.–3.    | Brane, Branko    |
| 7.  | Simon Rosc                       | petje (You Raise Me Up)                                                 | 4.–10.   |                  |
| 8.  | Andraž Teran                     | krotilec ognja                                                          | 4.–10.   |                  |
| 9.  | Martina Šraj                     | petje (Someone Like You)                                                | 2.–3.    | Lucienne         |
| 10. | Harmonikarski orkester Pustotnik | igranje na harmoniko (Večer na Robleku)                                 | 1.       |                  |

### Finale
| #   | Tekmovalec                       | Talent                                             | Rezultat |
| --- | -------------------------------- | -------------------------------------------------- | -------- |
| 1.  | Jerica Haber                     | petje (Black Velvet)                               | 3.−10.   |
| 2.  | Nika in Gašper                   | ples                                               | 3.−10.   |
| 3.  | Jaka Vižintin                    | petje in igranje na kitaro (avtorska Over the Sea) | 3.−10.   |
| 4.  | Ajda Ivšek                       | petje (Bad Romance)                                | 3.−10.   |
| 5.  | Ekaterina Faskhutdinova          | ples ob drogu                                      | 3.−10.   |
| 6.  | Irena Djukič                     | petje (Scarborough Fair)                           | 3.−10.   |
| 7.  | Harmonikarski orkester Pustotnik | igranje na harmoniko                               | 2.       |
| 8.  | Žan Serčič                       | petje in igranje na kitaro (Dynamite)              | 3.−10.   |
| 9.  | The Artifex                      | ples                                               | 3.−10.   |
| 10. | Julija Kramar                    | operno petje (The Diva Dance)                      | 1.       |

Med glasovanjem sta kot gostji nastopili superfinalistki 1. sezone Lina Kuduzović in Maja Keuc.

## Gledanost
Šov je bil vseh 13 oddaj v sezoni najbolj gledana oddaja dneva na slovenskih televizijah, s povprečnim ratingom 23,6 % in deležem gledalcev 64 %. Finale je bil najbolj gledana oddaja leta na slovenskih televizijah, z ratingom 29,7 % in deležem gledalcev 71 % (vsi podatki veljajo za ciljno skupino 18-49 let).